# Stevo Pendarovski
Stevo Pendarovski (în macedoneană Стево Пендаровски; n. 3 aprilie 1963, Skopje, Republica Socialistă Macedonia, RSF Iugoslavia) este un profesor universitar și politician macedonean. El a câștigat alegerile prezidențiale din Macedonia de Nord în 2019. Stevo Pendarovski a fost președinte al Macedoniei de Nord, din 12 mai 2019 până în 2024.

## Biografie
Stevo Pendarovski a absolvit Facultatea de Drept la Universitatea din Skopje în 1987. Ulterior a obținut un master și o diplomă de licență în științe politice la aceeași universitate. Din 2008, este profesor asistent la Universitatea Americană din Skopje.
Stevo Pendarovski a fost ministru adjunct pentru relații publice în Ministerul Afacerilor Interne și în funcția de șef al departamentului de analiză și cercetare al ministerului în perioada 1998-2001. El a fost consilier șef pentru securitate națională și politică externă al președintelui Boris Trajkovski din 2001 până la moartea lui Trajkovski în 2004. După ce a condus Comisia Electorală de Stat în 2004–2005, a continuat să lucreze din nou în funcția de consilier șef pentru securitate națională și politică externă pentru următorul președinte, Branko Crvenkovski, din 2005 până în 2009.
La 4 martie 2014 a fost desemnat de partidul de opoziție, Uniunea Social Democrată din Macedonia, candidat la alegerile prezidențiale din aprilie 2014.
De asemenea, a candidat la președinția țării din partea Uniunii Social Democrate din Macedonia și Uniunea Democrată pentru Integrare la alegerile prezidențiale din 2019.
Odată cu victoria la alegerile din 2019, a devenit președintele Macedoniei de Nord și a preluat funcția pe 12 mai 2019.